# Xylosma controversa
Xylosma controversa är en videväxtart som beskrevs av Dominique Clos. Xylosma controversa ingår i släktet Xylosma och familjen videväxter.

## Underarter
Arten delas in i följande underarter:
- X. c. glabrum
- X. c. pubescens